# L'Isle-de-Noé
L'Isle-de-Noé é uma comuna francesa na região administrativa da Occitânia, no departamento de Gers. Estende-se por uma área de 25.66 km², e possui 547 habitantes, segundo o censo de 2018, com uma densidade de 21 hab/km².